# どこかで日は昇る
「どこかで日は昇る」(どこかでひはのぼる)は、Mrs. GREEN APPLEの楽曲。メジャー4作目のシングルとして、2017年5月3日にユニバーサル ミュージックLLC(EMI RECORDSレーベル)から発売。

## 概要
- 前作「In the Morning」から約6ヶ月ぶりのシングルとなる。

- 初回限定盤、通常盤の2種類での発売となり、それぞれ収録内容・ジャケット写真ともに異なる。

- 表題曲は、MBSテレビ・TBSテレビ ドラマイズム「笑う招き猫」のエンディングテーマであり、2017年4月公開の「映画 笑う招き猫」の主題歌としても起用された。

- また、両形態に収録されているカップリング曲「スマイロブドリーマ」は、上記ドラマのオープニング曲である。

- さらに、両形態に収録されているカップリング曲「SwitCh」は、NHK「ニュース シブ5時」及び「4時も!シブ5時」のテーマソングである。

- 初回限定盤には、表題曲のMusic VideoとMakingに加え、「あおりんご白書 〜青春物語〜」の映像を収録したDVDを付属。

## 収録曲
| 全作詞・作曲・編曲: 大森元貴。 |                                                      |          |            |      |
| #                              | タイトル                                             | 作詞     | 作曲・編曲 | 時間 |
| 1.                             | 「どこかで日は昇る」(ストリングスアレンジ: 中西亮輔) | 大森元貴 | 大森元貴   | 5:01 |
| 2.                             | 「スマイロブドリーマ」                               | 大森元貴 | 大森元貴   | 3:31 |
| 3.                             | 「SwitCh」                                           | 大森元貴 | 大森元貴   | 3:42 |
| 合計時間:                      | 合計時間:                                            | 12:15    |            |      |

| #         | タイトル                                 | 作詞  | 作曲・編曲 | 時間  |
| --------- | ---------------------------------------- | ----- | ---------- | ----- |
| 1.        | 「どこかで日は昇る」(Music Video)        |       |            | 5:06  |
| 2.        | 「どこかで日は昇る」(Music Video Making) |       |            | 15:23 |
| 3.        | 「あおりんご白書 〜青春物語〜」          |       |            | 15:21 |
| 合計時間: | 合計時間:                                | 35:50 |            |       |

## タイアップ
どこかで日は昇る
映画『笑う招き猫』主題歌
MBSテレビ・TBSテレビドラマイズム『笑う招き猫』エンディングテーマ
スマイロブドリーマ
MBSテレビ・TBSテレビ ドラマイズム『笑う招き猫』オープニングテーマ
SwitCh
NHK『ニュース シブ5時』・『4時も!シブ5時』テーマソング